# Europa Express City
Europa Express City Sp. z o.o. (EEC) – polskie przedsiębiorstwo transportowe z siedzibą w Warszawie. Jeden z operatorów który świadczył usługi przewozowe na zlecenie Zarządu Transportu Miejskiego w Warszawie (ZTM) w ramach systemu Warszawskiego Transportu Publicznego.

## Historia
Przedsiębiorstwo rozpoczęło swoją działalność w aglomeracji warszawskiej jako operator linii lokalnych w Wieliszewie, a następnie w Pruszkowie i w Konstancinie-Jeziornie.
W latach 2011–2013 realizowało przewozy na warszawskiej linii podmiejskiej 742, łączącej stolicę z Górą Kalwarią. W 2015 wygrało dwa równoczesne przetargi na obsługę łącznie 30 brygad w ramach warszawskiej komunikacji miejskiej przy pomocy autobusów o długości ok. 9 metrów, na liniach na bieżąco wskazywanych przez ZTM, w okresie od września 2015 do sierpnia 2018. Przewoźnik zdecydował się zamówić na potrzeby realizacji tej umowy 32 fabrycznie nowe autobusy typu Autosan SanCity 9LE. Po stronie producenta tego taboru, znajdującej się w upadłości spółki Autosan, wystąpiły znaczące opóźnienia, wskutek czego EEC nie było w stanie terminowo rozpocząć realizacji kontraktu z ZTM. W grudniu 2015 liczba autobusów EEC pracujących na warszawskich ulicach przekroczyła połowę zakontraktowanej liczby, dzięki czemu przewoźnik mógł zacząć obsługę wybranych linii. W kwietniu 2016 roku przewoźnik dysponował już niemal wszystkimi zamówionymi wozami, w lutym 2018 roku dostarczone zostały dwa ostatnie z zamówionych pojazdów. W sierpniu 2018 jeden z należących do spółki Autosanów, oznaczony numerem taborowym A276, spłonął na ulicy na Bielanach w czasie obsługi linii 203. W zdarzeniu nikt nie ucierpiał. Z końcem lutego 2019 roku przewoźnik zakończył wykonywanie usług przewozowych dla Zarządu Transportu Miejskiego.
Firma Stalko, obsługująca linie lokalne w Piasecznie na zlecenie ZTM, w 2017 wynajęła 5 pojazdów od EEC, które mają posługiwać jako pojazdy zapasowe w wykonywanym kontrakcie.

### Tabor w Warszawie i Komunikacji Lokalnej
| Typ Autobusu        | Lata dostaw     | Liczba | Numery taborowe           | Rodzaj zastosowania        |
| ------------------- | --------------- | ------ | ------------------------- | -------------------------- |
| Autosan Sancity 9LE | 2015-2016, 2018 | 32     | A261-A296                 | Linie miejskie w Warszawie |
| VDL Berkhof ProCity | –               | 4      | 32095, 32097-32098, 32100 | Linie lokalne w Piasecznie |
| MAZ 206             | –               | 1      | 32084                     | Linie lokalne w Piasecznie |